# Anthurium umbricola
Anthurium umbricola är en kallaväxtart som beskrevs av Adolf Engler. Anthurium umbricola ingår i släktet Anthurium och familjen kallaväxter. Inga underarter finns listade.